# Đi tìm lời ru nữ thần mặt trời
Đi tìm lời ru nữ thần mặt trời là ca khúc được Y Phôn Ksor sáng tác năm 1992, được xem là đỉnh cao của âm nhạc hiện đại khu vực Tây Nguyên, được đông đảo các nghệ sĩ dân tộc thiểu số biểu diễn, trong đó có Nghệ sĩ nhân dân Y Moan Ênuôl.

## Sáng tác
Hình ảnh nữ thần Mặt Trời được Y Phôn Ksor lấy cảm hứng từ mẹ của ông. Năm 1992, khi đi công tác cùng Đoàn Ca múa nhạc Đắk Lắk, ông nhận được tin mẹ bị bệnh nên liền thu xếp công việc đạp xe từ thành phố Buôn Ma Thuột về thăm. Nhưng khi về đến gần nhà, ông thấy mẹ mình đang làm rẫy. Bà đã qua cơn bệnh, thương mẹ cộng với cảm xúc tuôn trào, Y Phôn đã sáng tác ra ca khúc. Sau này, nhạc sĩ Nguyễn Cường góp ý và thêm vào câu cuối "tôi đi tìm em" cho bài hát trọn vẹn hơn.

## Phát hành và đón nhận
Thập niên 1990, ca khúc được nhiều thí sinh trình diễn trong các cuộc thi âm nhạc từ quy mô địa phương đến cấp quốc gia.
Ca khúc sau đó được Y Moan thể hiện và giành được huy chương vàng tại Liên hoan ca múa nhạc chuyên nghiệp toàn quốc 1995.
Tại Liên hoan tiếng hát truyền hình toàn quốc năm 1997, khi ca sĩ Y Jack Arul biểu diễn, ca khúc mới được khán giả đại chúng biết đến.
Năm 1999, ca khúc Đi tìm lời ru nữ thần mặt trời được tặng thưởng giải B (không có giải A) của Ủy ban toàn quốc Liên hiệp Các hội văn học - nghệ thuật Việt Nam.
Năm 1999, giải bài hát hay trong năm của Hội Nhạc sĩ Việt Nam.
Năm 2016, Đi tìm lời ru nữ thần mặt trời là một trong số 12 ca khúc được chọn lọc đưa vào album thuộc dự án âm nhạc hi-end Gió bay về ngàn.